# Stenopsyche sichuanensis
Stenopsyche sichuanensis är en nattsländeart som beskrevs av Tian och Zheng 1989. Stenopsyche sichuanensis ingår i släktet Stenopsyche och familjen Stenopsychidae. Inga underarter finns listade i Catalogue of Life.